# Казино смерти
«Казино смерти» (англ. Forever Odd, дословно «Одд навсегда») — роман американского писателя Дина Кунца, выпущенный им в 2005 году. Является прямым продолжением книги «Странный Томас» и вновь рассказывает о приключениях молодого повара блюд быстрого приготовления Одде Томасе, способном видеть существ из потустороннего мира.

## Сюжет
Через несколько месяцев после теракта в торговом центре города Пико-Мундо, унесшего 41 жизнь, включая девушку титульного героя, Одд просыпается посреди ночи и видит в своей комнате призрак местного радиолога Уилбура Джессапа — приёмного отца Дэнни Джессапа, являющегося другом детства Одда и посвящённого в его тайну. Будучи убитым только что, Уилбур жестами даёт понять, что Дэнни находится в опасности. Одд добирается до дома Джессапов и, подозревая, что преступники всё ещё находятся внутри, пытается застать их врасплох, но получает удар тазером от незнакомца, по мнению Одда похожего на змею. Преступник ретируется, услышав сирены вызванной Оддом полиции; Одд звонит Уайатту Портеру и получает от того совет спрятаться в доме, дабы избежать ненужных вопросов. Выбравшись из дома после отъезда полиции, Одд пытается выследить похитителей Дэнни при помощи «психического магнетизма», но теряет их след.

Чуть позднее этим же утром Одд и шеф Портер, обсуждая случившееся, приходят к предположению, что Дэнни мог похитить его родной отец, недавно вышедший из тюрьмы; в дальнейшем теория не подтверждается, так как оказывается, что тот в момент преступления был задержан в другом месте, однако в Одде зарождается беспокойство, ибо родной отец предположительно мог похитить Дэнни, страдающего несовершенным остеогенезом, с целью нанесения увечий и, возможно, убийства. Примерно в это же время на мобильный телефон Одда поступает звонок с неизвестного номера; звонящая женщина разговаривает загадками, и Одд прерывает разговор, но его сверхъестественная интуиция подсказывает, что звонок может быть важен для обнаружения Дэнни. При помощи психического магнетизма парень выходит на будку управления ливневой канализацией, понимая, что похитители скрылись в ней; переговорив с друзьями и снарядившись в поход (в том числе оставив мобильник у своей бывшей начальницы, одолжив её спутниковый телефон и попросив переадресовать возможный звонок незнакомки на этот номер), Одд спускается в канализацию и идёт по ней, ведомый шестым чувством. По дороге он находит труп «человека-змеи» и распознаёт на иле тоннеля три ряда следов, установив тем самым количество активных на данный момент похитителей. Также на спутниковый телефон поступает новый звонок от загадочной женщины, оказавшейся причастной к похищению и угрожающей покалечить Дэнни, если Одд не покажет ей некие чудеса.

Выбравшись из коллектора через очередную будку, Одд понимает, что шестое чувство ведёт его в заброшенное индейское казино «Панаминт»; также он видит на горизонте грозовые тучи и спешит добраться до места назначения прежде, чем наступит ливень. Добравшись окольными тропами до казино, находящегося в полуразрушенном состоянии ввиду случившихся несколько лет тому назад землетрясении и пожаре, Одд осматривает нижние этажи, но находит там только восьмерых призраков людей, погибших при катастрофе; одно из привидений — неизвестный короткостриженный мужчина — проявляет свойства полтергейста. Поднимается наверх по лифтовой шахте отеля для клиентов казино, чтобы не быть обнаруженным неприятелями, Одд находит Дэнни в одном из номеров привязанным ко стулу со взрывчаткой; Дэнни рассказывает, что, не имея возможности заняться с кем-либо сексом ввиду своего недуга, однажды он позвонил в услуги секса по телефону, но в итоге разговорился с оператором Датурой о жизни и, звоня конкретно ей после этого ещё несколько раз, проболтался также и об Одде и его сверхъестественном даре.

Побродив по отелю, Одд находит Датуру; парень пытается договориться с похитительницей, чтобы та освободила его друга, однако та выдвигает ему заведомо невыполнимые требования — продемонстрировать видимое глазу привидение, в противном случае Дэнни будет взорван при помощи пульта дистанционного управления. Датура призывает своих вооружённых помощников — молчаливых мордоворотов Андре и Роберта, называемых ею «шевалями», и засыпает Одда рассказами о своём опыте в разного рода обрядах, включая человеческое жертвоприношение, а также познаниями в вуду и информацией о некоторых случаях массовых убийств; имев, по её заверениям, даже опыт полового контакта с духом нацистского офицера, Датура всё же до сих пор не видела призраков воочию и намеревается закрыть гештальт при содействии Одда, игнорируя высказанное им отрицание возможности продемонстрировать духа третьему лицу.

Убедившись в невозможности достучаться до Датуры, якобы для проведения оккультного обряда Одд ведёт её и «шевалей» в казино, где ранее видел призраков. Когда те появляются вновь, Датура просит описать их внешность и, заинтересовавшись призраком официантки, начинает доводить ту до отчаяния, рассказывая известную ей информацию как о самой официантке, так и о её сёстрах, также работавших в казино в день трагедии и выживших, оставшись навсегда инвалидами. По какой-то причине издевательства Датуры выводят из себя призрак короткостриженного мужчины, вследствие чего тот начинает атаковать маньячку и её слуг, что даёт Одду возможность сбежать. Он забирает оставленные похитительницей ружьё и пульт от взрывчатки, сумев освободить Дэнни с помощью последнего. Спрятав друга в одной из лифтовых кабин и снабдив его водой и шоколадками, Одд старается покинуть отель, несмотря на давно идущую грозу, однако преследователи быстро выходят на его след. Роберта получается лишить равновесия, выпустив в него все имеющиеся пули, после чего «шеваль» падает с балкона, чем уже точно гарантирует собственную гибель. Одд спускается на первый этаж по шахте лифта, но внизу вновь сталкивается с Датурой, вышедшей на него при помощи обратного психического магнетизма. Женщина, вооружённая пистолетом, вновь начинает рассказывать противнику истории из своей жизни и не замечает, как сзади к ней подбирается пума; Одд сознательно не предупреждает Датуру об угрозе, и зверь нападает, разрывая добычу заживо.

На предсмертные крики Датуры прибегает Андре, и Одду приходится убегать от того в темноте, успев схватить выпавший из руки Датуры пистолет. Попытки сбить врага со следа ни к чему не приводят, и в итоге преследование переходит в канализационный тоннель. И Андре, и Одд используют имеющееся огнестрельное оружие, но не наносят друг другу существенного вреда. Когда Одд добирается до основного коллектора, его смывает потоком ливневых вод, но даже в этих условиях Андре не прекращает преследования. Одду удаётся зацепиться за мерный столб, по которому он карабкается наверх, но Андре пытается сдёрнуть парня вниз, схватив его за ногу, так что Одду приходится использовать для самозащиты нож, которым он наносит врагу смертельную рану; на последнем издыхании Андре вырывает нож и также ранит Одда, после чего умирает.

Душа и тело Одда непонятным образом разделяются: незримый и уверенный в собственной гибели, он на прощание навещает Оззи Буна и чету Портеров, тело же добирается до ближайшего полицейского участка как раз в тот момент, когда Одд находится в доме Портеров и слышит звонок от дежурного; сразу после этого душа воссоединяется с телом. Полиция, прибывшая в окрестности казино, освобождает Дэнни из кабины лифта и обнаруживает растерзанный труп Датуры; тело Роберта, однако, так и не удаётся найти, а останки Андре и «человека-змеи», находящиеся в коллекторе, даже не пробуют искать ввиду опасности затопления. Рефлексируя новый паранормальный опыт, а также испытывая тоску из-за увиденной человеческой жестокости, Одд просит Уайата замолвить за него словечко перед местным священником Сином, чтобы тот помог ему устроиться на время в какой-нибудь монастырь, дабы привести чувства в порядок.

## Действующие лица
- Одд Томас — протагонист романа, молодой повар блюд быстрого приготовления, обладающий паранормальными способностями. Переживает тяжёлый период жизни ввиду гибели одного близкого человека и угрозы для жизни другого.
- Дэнни Джессап — друг детства Одда, страдающий повышенной хрупкостью костей; нашёл общий язык с Оддом, так как оба из-за своих особенностей не могли полноценно социально адаптироваться. Несмотря на то, что тело его оказалось частично деформировано в связи со многочисленными переломами и последующим неправильным ростом костей, лицо Дэнни описывается как привлекательное, Одд считает друга похожим внешне на Роберта Дауни-младшего.
- Датура — главная антагонистка романа, сумасшедшая владелица и по совместительству работница секса по телефону. Описывается Оддом как сверхъестественно красивая молодая женщина и сравнивается им с богиней Кали. Держит в подчинении нескольких громил, беспрекословно подчиняющейся ей с фанатичным трепетом и временами питающихся кровью из пальца своей госпожи; Одд предполагает, что их могло быть больше увиденных им троих. Датура увлекается различными религиозными учениями, расценивая это как возможность достичь сверхъестественных возможностей, в частности — уметь видеть и контролировать призраков.
- Андре — один из прислужников Датуры, наиболее крупный физически. Выглядит глуповатым и заторможенным, но Одд сразу чувствует, что это ложный образ, и это подтверждается в дальнейшем, когда Андре, преследуя героя, с лёгкостью распознаёт все уловки, к которым Одд прибегает с целью выиграть время. Также достаточно гибок, чтобы суметь протиснуться в узкий канализационный тоннель вслед за Оддом. За всё действие романа не произносит ни слова.
- Роберт — второй прислужник Датуры, габаритами чуть меньше товарища, но всё ещё крупнее Одда. Отличается странным запахом, по которому Одд распознаёт присутствие Роберта. Более сентиментален, заворожённо смотрит на дождь, подходя к окнам, и, даже обнаружив преследуемого Одда, скрывающегося в одном из номеров заброшенного отеля, не торопится открыть по нему огонь, а продолжает любоваться дождём.
- «Человек-змея» — третий прислужник Датуры, атаковавший Одда в доме Джессапов. В отличие от двух других, не молчалив и что-то говорит Одду, нейтрализовав его электрическим зарядом, но в таком состоянии Одду не удаётся расслышать ни слова. По неизвестным причинам убит подельниками и брошен в канализационном коллекторе. Настоящее имя «человека-змеи» так и не было упомянуто.
- Уайатт Портер — шеф городской полиции, друг Одда.
- Оззи Бун — эксцентричный писатель, также друг и наставник Одда.
- Син Ллевелин — приходской священник, дядя и бывший опекун Сторми, погибшей девушки Одда. В конце романа помогает Одду устроиться в монастырь в качестве гостя.